# تأثير جائحة فايروس كورونا على الهجرة
أثرت جائحة فايروس كورونا على المهاجرين في جميع أنحاء العالم. إذ يُعد المهاجرون ذوو المهارات المتدنية واللاجئون والمهاجرون النازحون داخليًا أكثر عرضة للإصابة بالفيروس. كما أدى الوباء إلى تفاقم مخاطر طرق الهجرة الخطرة بالفعل. منذ اندلاع فايروس كورونا، سجلت المنظمات الدولية ارتفاعًا في انتهاكات حقوق الإنسان التي يعاني منها المهاجرون، لا سيما في إفريقيا وأمريكا اللاتينية وآسيا. أدت القيود المفروضة على السفر، التي فُرضت كإجراء لاحتواء الفيروس، إلى زيادة عدد "المهاجرين الذين تقطعت بهم السبل"، وهم أفراد يريدون العودة إلى بلدانهم الأصلية ولكنهم لا يستطيعون ذلك.

## التأثير على صحة المهاجرين

### العمال المهاجرون ذوو الأجور المنخفضة
أصيب العمال المهاجرون ذوو المهارات المنخفضة بالوباء بمعدلات عالية بشكل غير متناسب مقارنة بالمواطنين. وفقًا للمنظمة الدولية للهجرة، وهي وكالة تابعة للأمم المتحدة، يعد الفقر سببًا رئيسيًا في انتشار كورونا بين السكان المهاجرين مقارنة بالمواطنين. يميل العمال المهاجرون ذوو الدخل المنخفض إلى العيش في مساكن مزدحمة، وأداء أعمال شاقة، وتناول الطعام بشكل سيئ، وكل ذلك يعرضهم لخطر أكبر للإصابة بـ كورونا. نسبة العمال المهاجرين الذين يعيشون في فقر مرتفعة في العديد من دول منظمة التعاون الاقتصادي والتنمية (32 بالمئة في إسبانيا، و25 بالمئة في الولايات المتحدة، و30 بالمئة في إيطاليا في عام 2017). أثرت البطالة الناجمة عن الوباء على المواطنين والمهاجرين على حد سواء، ولكن بما أن المهاجرين لا يستفيدون من حزم الإغاثة الحكومية، فإنهم يصبحون أكثر فقرًا وبالتالي أكثر عرضة للإصابة بالفيروس. علاوة على ذلك، فإن المهاجرين ذوي الأجور المنخفضة لديهم معرفة محدودة بالموارد الصحية المتاحة، سواء بسبب حواجز اللغة أو بسبب تعرضهم المحدود للتوجيهات الطبية الرسمية. كما يفتقر المهاجرون من ذوي الدخل المنخفض إلى مستويات التأمين الصحي نفسها للمواطنين. علاوة على ذلك، هناك تمثيل زائد للمهاجرين في القطاعات المحددة على أنها ضرورية، وذلك لأنهم يميلون إلى العمل في قطاعات البنى التحتية (في عام 2020، كان 69 بالمئة من جميع المهاجرين في الولايات المتحدة يعملون في وظائف البنية التحتية الأساسية)، ولأنهم يميلون إلى العمل في وظائف يكون فيها العمل من المنزل مستحيلاً. في المملكة العربية السعودية وسنغافورة، شكل المهاجرون 75٪ و 94٪ على التوالي من جميع الحالات المؤكدة الجديدة في مايو ويونيو 2020.

#### اللاجئون والمهاجرون النازحون داخليًا
يعد اللاجئون من بين أكثر الفئات عرضة للإصابة بـ كورونا، وخاصة أولئك الذين يقيمون في المخيمات والملاجئ المؤقتة. وهم معرضون بشكل متزايد لخطر الإصابة بالأمراض بسبب فقرهم، والظروف المعيشية المكتظة، ومحدودية الوصول إلى الخدمات الطبية، والاستبعاد عن المزايا الممنوحة للمواطنين. يشكل اللاجئون وطالبو اللجوء حوالي 10 في المئة من جميع المهاجرين الدوليين، ووفقًا للمنظمة الدولية للهجرة، فإن البلدان العشرين التي بها أكبر عدد من الإصابات بفيروس كورونا هي موطن 9.2 مليون لاجئ، أي ما يقرب من نصف جميع اللاجئين في جميع أنحاء العالم. المهاجرون النازحون داخليًا -الأفراد النازحون داخل بلدهم- معرضون للخطر بالمثل. في نهاية عام 2019، كان هناك 50.8 مليون نازح داخليًا، 45.7 مليون منهم بسبب النزاعات و5.1 مليون في سياق الكوارث. وهؤلاء النازحون معرضون بشكل خاص للأوبئة، ولا سيما أولئك الذين تزيد أعمارهم عن 60 عامًا ويبلغ عددهم 3.7 مليون.
حتى بعد تفشي فيروس كورونا، يواصل المهاجرون عبور وسط البحر الأبيض المتوسط، الذي وصفته المنظمة الدولية للهجرة بأنه أخطر طريق للهجرة البحرية في جميع أنحاء العالم. حاول ما يقدر بـ 4056 شخصًا هذا العبور في أغسطس 2020 (ارتفاعًا من 3477 في الشهر نفسه في عام 2019)، على الرغم من إغلاق إيطاليا للميناء وتعليق عمليات البحث والإنقاذ، استجابة لـ كورونا فايروس، ما جعل العبور أكثر فتكًا من ذي قبل. من المعروف أن حوالي 283 شخصًا لقوا حتفهم على هذا الطريق بين مارس وأغسطس 2020، ويشير عدم وجود قوارب إنقاذ إلى أن المزيد من حطام السفن قد مرت دون أن يلاحظها أحد.

## التأثير على حقوق الإنسان للمهاجرين
وجد مركز الهجرة المختلط MMC، وهو منظمة غير ربحية تركز على حقوق الإنسان للمهاجرين، أن المهاجرين أبلغوا عن ارتفاع في الانتهاكات وانتهاكات حقوق الإنسان منذ بداية الوباء. بين يوليو وأغسطس 2020، استطلعت MMC  3569مستجيبًا في إفريقيا وأمريكا اللاتينية وآسيا، ووجدت أنه منذ بدء جائحة COVID-19، واجه المهاجرون مخاطر متزايدة من الاعتقال والاحتجاز التعسفيين والترحيل والسرقة والرشوة والابتزاز، والعنف المنزلي والاستغلال الجنسي والاستغلال في العمل. لاحظت نسبة عالية من المستجيبين في شرق إفريقيا (65٪) وأمريكا اللاتينية (55٪) ارتفاعًا في عمليات الاعتقال والاحتجاز التعسفيين. على الرغم من أن نسبة المستجيبين الذين أبلغوا عن مثل هذا الارتفاع كانت أقل في آسيا ككل (33٪)، فإن غالبية المستجيبين في ماليزيا (82٪) أدركوا زيادة خطر التعرض للاعتقال والسجن. غالبًا ما يكون المهاجرون أيضًا في طليعة تجارب اللقاحات المتطوعين. يقومون أيضًا بوظائف مهمة في نفس الوقت، مثل أدوار الرعاية الصحية التي يمكن أن تعاني من نقص الموظفين. يعد المهاجرون عنصرين أساسيين في الاستجابة للوباء، ومع ذلك فهم أكثر استهدافًا وتمييزًا ضدهم. لذلك، ترى المنظمة الدولية للهجرة اعتبارًا من عام 2020 أن مكافحة كراهية الأجانب أمر أساسي لتحسين حياة المهاجرين. يحفز المهاجرون الاقتصاد، وهم ضروريون للتعافي بعد COVID-19. اعتبارًا من عام 2020، تشير التقديرات إلى أن 2.7 مليون مهاجر تقطعت بهم السبل في جميع أنحاء العالم. وتشير التقديرات أيضًا إلى أنه اعتبارًا من عام 2020 أدى الوباء إلى توقف الهجرة بنسبة 27 في المائة. أصبح المهاجرون في كثير من الحالات عالقين، وغير قادرين على العمل، وغير قادرين على الحصول على الرعاية الصحية، أو غير قادرين على تحديث وضعهم القانوني. كما تم دفع 19 إلى 30 مليون شخص في جميع أنحاء العالم إلى الفقر المدقع اعتبارًا من عام 2020، مما يهدد بمضاعفة ندرة الغذاء.